# Marte e Vênus jogam xadrez
Marte e Vênus jogam xadrez (em italiano:  Marte e Venere giocano a scacchi) é uma pintura de óleo em tela do artista italiano Alessandro Varotari (Padovanino). A obra é uma interpretação incomum do antigo mito do amor de Marte e Vênus. Na mitologia grega, Afrodite (Vênus) traiu seu marido Hefesto (Vulcão) por Ares (Marte). Por medo de que alguém dos deuses os vissem juntos, Ares disse a Alectrião para manter guarda. Ele ordenou que o acordasse antes do nascer do sol, pois não queriam que Apolo os visse se despedindo. Ao anoitecer, Alectrião caiu no sono e não acordou a tempo de avisar Ares e Afrodite no dia seguinte. Então, Apolo flagrou Afrodite nos braços de Ares e contou a Hefesto o que viu.
Na história da arte, a história da "Vênus e Marte" tem duas formas principais de representação:
- A imagem de um episódio quando o Hefesto encontra amantes no momento da traição. Um exemplo é o retrato de Jacopo Tintoretto "Vênus, Vulcano e Marte" (1547-1551, Antiga Pinacoteca, Munique). Esta historia é característica da pintura francesa do século XVIII.

- A Alegoria da vitória do Amor sobre as forças Militares. Vênus e Marte se encontram juntos na cama. Marte normalmente dorme. Os cupidos brincam com a sua armadura. O enredo é típico da época do Renascimento. Exemplos deste tipo: Carlo Saraceni "Vênus e Marte" (c. 1600, Museu Thyssen-Bornemisza, Madrid) e "Vênus, Marte e Cupido" (1490, Piero di Cosimo, Berlim)

A pintura de Varotari tem uma história única, que é um eco de ambos os tipos. Nesta obra Vênus, deusa da beleza, e Marte, o deus da guerra, jogam xadrez. No fundo da pintura é retratado com um jarro de vinho do Vulcano,  o marido enganado de Vênus. A construção de pintura demonstra o senso de humor do artista, que foi o motivo de sua em Veneza.
Vênus, segura com a mão esquerda o capacete de Marte, que apenas calcula o movimento seguinte de impedi-lo de inimigo (para alguns historiadores da arte pressupõem um jogo para se despir, e a outra opção possível é a impaciência de Vênus que está entediada com o jogo de xadrez; o parceiro é claramente mais fraco que ela, por isso a deusa tem pressa de começar um jogo mais interessante para ela.). Entre as pernas de Vênus senta o cupido (talvez insinuando a paixão ardente de Vênus por Marte). Marte está deprimido, e seu olhar direcionado para o tabuleiro e com a mão esquerda ele agarra a cabeça, tentando manter o capacete.